# Bridges Township
Bridges Township est un ancien township, situé dans le comté d'Ozark, dans le Missouri, aux États-Unis,.